# 威爾斯西部和北部電視

紅色地區是ITV格拉納達的播出地區

威爾斯西部和北部電視（英語：Wales (West and North) Television）是英國威爾斯的一個獨立電視網業者，在1962年9月14日至1964年1月26日之間播出。該獨立電視區域後來和南威爾斯及西英格蘭區域合併，改播出威爾斯和西部電視的節目。

## 外部連結
- Harlech House of Graphics （页面存档备份，存于） (unofficial fan site)
- Television Wales and the West at TV Live （页面存档备份，存于）
- TWW at TVARK （页面存档备份，存于）